# Happy Xmas
Happy Xmas ist das 20. Solo-Studioalbum und das erste Weihnachtsalbum des britischen Gitarristen und Sängers Eric Clapton. Es erschien am 12. Oktober 2018 auf dem Independent-Labels Bushbranch- und Surfdog-Records. Bei diesem Album handelt es sich um die erste Studioveröffentlichung von neu eingespieltem Material seit I Still Do aus dem Jahr 2016. Produziert wurde das Album von Eric Clapton und Simon Climie.

## Hintergründe

### Weihnachtsalbum (1999)
Vor der Veröffentlichung des Albums Happy Xmas nahm Clapton nur an einer Aufnahme für ein Weihnachtsalbum teil. Das im Dezember des Jahres 1998 im Weißen Haus unter der US-Präsidentschaft von Bill Clinton aufgenommene Album A Very Special Christmas Live (19. Oktober 1999) war Teil einer Kompilationsserie zur Unterstützung der Special Olympics. Der britische Rockmusiker spielte hier die vier Titel Christmas Tears allein sowie die Titel Christmas Blues mit John Popper, Merry Christmas Baby mit Sheryl Crow und Santa Claus Is Coming to Town mit Mary J. Blige, Jon Bon Jovi, Vanessa L. Williams und Tracy Chapman ein. Diese Aufnahmen wurden später auf A&M Records veröffentlicht und das Konzert von Turner Network Television in den Vereinigten Staaten ausgestrahlt.

### Inspiration und Widmung

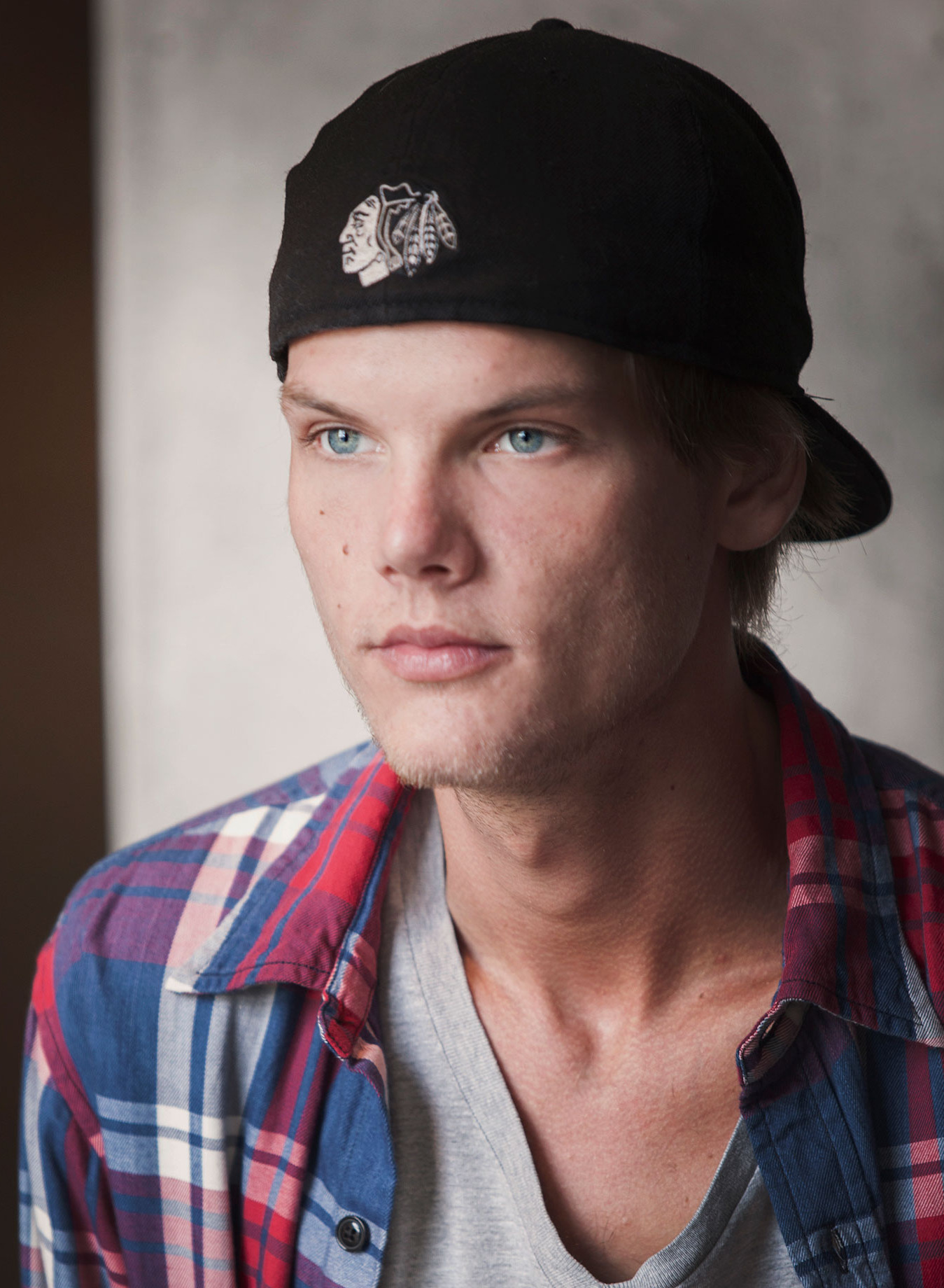
Avicii im Jahr 2014

“I had in my head that these holiday songs could be done with a slight blues tinge, and I started to figure out how to play the blues lines in between the vocals. I got it down and one of the most identifiable songs on the album, the one that became the foundational style, is ‘Have Yourself a Merry Little Christmas’.”

„Ich hatte in meinem Kopf, dass diese Weihnachtslieder mit einer leichten Blues-Note eingespielt werden könnten und begann herauszufinden, wie ich die Blueslinien zwischen dem Gesang spielen kann. Ich habe es geschafft und eines bekanntesten Lieder, ‚Have Yourself a Merry Little Christmas, wurde zum musikalischen Vorbild für die anderen Titel.“

Clapton widmete den Song Jingle Bells (In Memory of Avicii) dem schwedischen DJ Avicii, der am 20. April 2018 verstarb. Mit der Widmung schloss sich der britische Gitarrist einer Reihe von internationalen Musikern wie Madonna, Rita Ora, Eric Prydz und Kygo an, die ihre Trauer am Tod des Schweden öffentlich mitteilten. Es ist Claptons zweite außerfamiliäre Widmung auf einem Album nach JJ Cale.

## Veröffentlichung

### Ankündigung, Format, Inhalt
Das Studioalbum wurde am 17. August 2018 angekündigt. Der Vorverkauf für Happy Xmas begann ebenfalls an diesem Tag. Die Vorbestellungen konnten zunächst ausschließlich über den Onlineversandhändler Amazon.com getätigt werden. Veröffentlicht wurde das Album auf Schallplatte (12-Zoll-Vinyl) und CD. Ein Paket, das sogenannte „Deluxe Box Set“, enthielt Pop-up-Kunst des von Clapton gezeichneten Albumcovers sowie eine gestanzte Metallplatte mit dem Bushbranch-Records-Logo sowie dem Cover.
Zudem war das Album auf CD, eine 7-Zoll-Schallplatte mit einigen Liedern der Veröffentlichung sowie ein USB-Stick mit hochqualitativen WAV-Musikdateien, Promotionvideos und einem Interview mit Clapton Teil des Boxsets. Eine „Custom-Deluxe“-Version wurde in weiß-rotem Kunstleder verpackt. Das Album beinhaltet nur ein von Clapton geschriebenes Stück, For Love on Christmas Day. Sonst nahm der britische Rockgitarrist- und Sänger hauptsächlich Blues- und Weihnachtsstandards aus dem 19. und dem 20. Jahrhundert auf. Darunter Titel wie White Christmas, die englische Version des Stückes Still, Away in a Manger, Jingle Bells, Everyday Will Be Like a Holiday sowie Have Yourself a Merry Little Christmas.

### Promotion und Tournee 2018
Clapton bewarb eine Veröffentlichung seit Beginn des Jahres 2018. Auf seiner Eric Clapton World Tour 2018 spielte Clapton ein Konzert in Guildford, eines in Paris, sowie Konzerte im Roger Sherman Baldwin Park in Greenwich (Connecticut), in der Lanxess Arena in Köln sowie in der Hamburger Barclaycard Arena und im Londoner Hyde Park. Zudem trat der britische Musiker als Überraschungsgast mit dem Trio des US-amerikanischen Bluesmusikers Jimmie Vaughan am 18. August 2018 im LifeCare Alliance Center von Columbus (Ohio) auf. Einen Tag zuvor sorgte Clapton für Aufsehen als sein Management ankündigte, dass der Brite im Rahmen der Musikfestspiele 2019 in der Messe Dresden auf seiner Eric Clapton World Tour 2019 auftreten werde.

## Titelliste
| Nr. | Titel                                         | Autor(en)                        | Länge |
| --- | --------------------------------------------- | -------------------------------- | ----- |
| 1.  | White Christmas                               | Irving Berlin                    |       |
| 2.  | Away in a Manger (Once in Royal David’s City) | Traditional                      |       |
| 3.  | For Love on Christmas Day                     |                                  |       |
| 4.  | Everyday Will Be Like a Holiday               | William Bell                     |       |
| 5.  | Christmas Tears                               |                                  |       |
| 6.  | Home for the Holidays                         | Al Stillman                      |       |
| 7.  | Jingle Bells (In Memory Of Avicii)            | James Lord Pierpont              |       |
| 8.  | Christmas in My Hometown                      |                                  |       |
| 9.  | It’s Christmas                                |                                  |       |
| 10. | Sentimental Moments                           |                                  |       |
| 11. | Lonesome Christmas                            |                                  |       |
| 12. | Silent Night                                  | Joseph Mohr • Franz Xaver Gruber |       |
| 13. | Merry Christmas Baby                          | Lou Baxter • Johnny Moore        |       |
| 14. | Have Yourself a Merry Little Christmas        | Hugh Martin • Ralph Blane        |       |

## Chartplatzierungen
| ChartsChartplatzierungen       | Höchstplatzierung | Wochen |
| ------------------------------ | ----------------- | ------ |
| Deutschland (GfK)              | 37 (7 Wo.)        | 7      |
| Österreich (Ö3)                | 45 (3 Wo.)        | 3      |
| Schweiz (IFPI)                 | 73 (4 Wo.)        | 4      |
| Vereinigtes Königreich (OCC)   | 97 (1 Wo.)        | 1      |
| Vereinigte Staaten (Billboard) | 84 (7 Wo.)        | 7      |

## Verkaufszahlen
| Land/Region               | Auszeichnungen für Musikverkäufe (Land/Region, Auszeichnung, Verkäufe) | Verkäufe |
| ------------------------- | ---------------------------------------------------------------------- | -------- |
| Vereinigte Staaten (RIAA) | —                                                                      | 6.000    |
| Insgesamt                 | —                                                                      | 6.000    |

Hauptartikel: Eric Clapton/Auszeichnungen für Musikverkäufe